# Elektroakoestiek
De elektroakoestiek is een gedeeltelijke overlap van de vakgebieden akoestiek en elektronica dat zich bezighoudt met de verbetering of verandering van het geluid in een ruimte met behulp van elektrische geluidsbronnen, maar ook met de akoestische eigenschappen van elektrische geluidsbronnen. Theoretische aspecten van de elektroakoestiek berusten, onder andere, op de werking van elektrische, mechanische en akoestische systemen. Deze systemen worden ook wel omzetters genoemd, omdat zij energie omzetten van het ene domein naar het andere domein, zoals microfoons akoestische energie omzetten naar elektrische energie en luidsprekers vice versa.

## Zaalakoestiek
De elektroakoestiek houdt zich bijvoorbeeld bezig met de akoestische aspecten van de in een ruimte op te stellen elektrische geluidsinstallaties. Die installaties kunnen bedoeld zijn voor het weergaven of de versterking van spraak of muziek. Denk bijvoorbeeld aan een omroepsysteem, of aan een gewone audio-installatie in een kerk of collegezaal of aan het dolby surround systeem in vele woonkamers. Daarbij vormt elektroakoestiek een onderdeel van de zaalakoestiek.
Een andere toepassing is het op elektronische wijze manipuleren van de akoestiek, zoals de nagalmtijd. Dit wordt variabele akoestiek genoemd en wordt toegepast in moderne theaters en concertzalen. Een symfonieorkest vereist een andere akoestiek dan een kamerorkest, onder andere vanwege het volumeverschil. Met variabele akoestiek komen beide orkesten in dezelfde zaal tot hun recht.
De aansluiting van de elektroakoestiek aan de bouwkundige akoestiek is belangrijk. De TU Delft heeft veel onderzoek gedaan naar elektronische systemen. Berkhout en De Vries hebben onderzocht hoe het directe geluid verbeterd kan worden door middel van WFS, Wave Field Synthesis. De oorspronkelijke ideeën zijn in nauwe samenwerking met de Vakgroep Akoestiek van de TU Delft verder ontwikkeld door ACS (Acoustic Control Systems), tot een compleet en gemakkelijk toepasbaar systeem. 

## Muzikale toepassing
Ook voor muzikanten is elektroakoestiek een onderdeel van hun activiteit en interesse.
- Een buizenversterker heeft andere elektroakoestische eigenschappen dan een transistorversterker.
- Een analoge synthesizer klinkt anders dan een digitale synthesizer.
- Humbuckers klinken anders dan single coil-elementen.
- Een bandrecorder heeft tapeverzadiging en een digitale opname niet.

Voor muziekinstrumentenmakers van elektrische muziekinstrumenten is de elektroakoestiek een belangrijk onderdeel in hun keuze van de onderdelen en hoe deze in de constructie gepositioneerd worden.

#### Elektroakoestische muziek
Muziek (en de bijkomende muziekwetenschap) die zich toelegt op het onderzoek naar en experiment met klankspecifieke kenmerken van elektrische apparatuur noemt men elektroakoestische muziek. Men maakt in deze muziekvorm dus muziek met elektroakoestische verschijnselen als een vorm van extended technique.

## Voorbeelden van omzetters
Het ontwerp en de toepassing van gehoorapparaten wordt tot de elektroakoestiek gerekend en is eigenlijk een microfoon en luidspreker in een. Een ander voorbeeld van een omzetter in de elektroakoestiek is de platenspeler die mechanische energie omzet in elektrische energie en zodoende eerder opgenomen geluid van een grammofoonplaat via een versterker en luidspreker ten gehore kan brengen. 
Weer een ander voorbeeld is het gitaarelement. Hier wordt ook mechanische energie, snaartrillingen, omgezet in elektrische energie.

## Omzettertheorie
De Omzettertheorie toegepast in de elektro-akoestiek is nodig om de werking van omzetters, als bijvoorbeeld luidsprekers en microfoons, te kunnen begrijpen en berekeningen te kunnen maken om de gevraagde en gewenste eigenschappen van deze omzetters te ontwerpen en te bepalen.